# Mount Idaho
Mount Idaho era una vecchia città degli Stati Uniti d'America, nello stato dell'Idaho, nella Contea di Idaho. È stata abitata fino al 1990 da circa 70 abitanti.
Oggi è una città fantasma totalmente disabitata ed è naturalmente un unincorporated area.
| Controllo di autorità | VIAF (EN) 137410060 · LCCN (EN) n2004071390 · J9U (EN, HE) 987007463777905171 |